# 下曽根駅

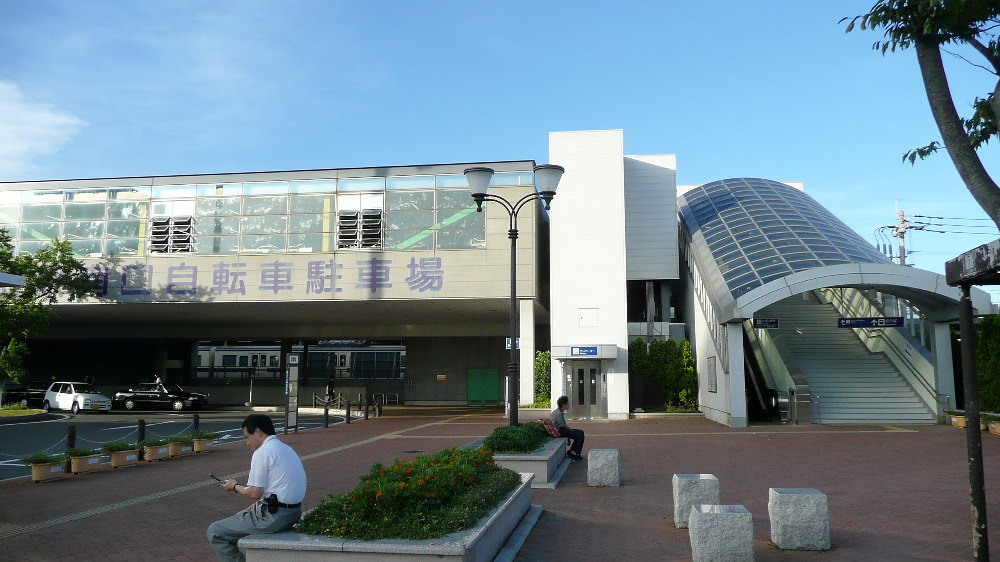
南口（2007年8月）

下曽根駅（しもそねえき）は、福岡県北九州市小倉南区下曽根一丁目にある、九州旅客鉄道（JR九州）日豊本線の駅である。駅番号はJF06。
北九州市小倉南区の中心駅で、周辺は商業施設や北九州市郊外の住宅地が広がり、小倉駅まで所要時間15分と近いこともあり、通勤通学時間帯を中心に利用客が多い。
2022年（令和4年）度の1日平均乗車人員は5,920人であり、JR九州の駅としては第26位である。日豊本線の駅としては大分駅に次いで2番目に多い。

## 歴史
- 1895年（明治28年）
  - 4月1日：九州鉄道（初代）の小倉駅 - 行事駅間が開通するも駅が未完成であったため祝賀列車のみ停車[5]。
  - 10月25日：曽根駅（そねえき）として九州鉄道（初代）が開設[1][2]。一般駅[6]。
- 1907年（明治40年）7月1日：九州鉄道が国有化され帝国鉄道庁が所管[6]。
- 1945年（昭和20年）5月1日：下曽根駅に改称[1][2]。
- 1946年（昭和21年）5月4日：元陸軍航空本部福岡支所にて爆発事故、駅舎がほぼ全壊（後述）[2]。
- 1963年（昭和38年）10月1日：貨物取扱廃止、旅客駅化[6]。
- 1981年（昭和56年）4月28日：橋上駅舎化[2][7]。
- 1984年（昭和59年）
  - 2月1日：荷物扱い廃止[6]。
  - 3月1日：駅ビル開業[8]
- 1987年（昭和62年）4月1日：国鉄分割民営化により、九州旅客鉄道（JR九州）が継承[6]。
- 2000年（平成12年）9月8日：自動改札機を設置し、供用開始[9]。
- 2009年（平成21年）3月1日：ICカード「SUGOCA」の供用開始[10]。
- 2022年（令和4年）3月12日：みどりの窓口の営業時間が、7時30分から15時までに短縮される[3]
- 2022年（令和4年）4月1日：ホームに自由席特急券の券売機（現金限定）を設置、運用開始。（同日から車内での自由席特急券販売価格が駅売り価格の200円増しとされたため）。
- 2023年（令和5年）4月1日：みどりの窓口の営業時間が、7時30分から19時までに延長される。
- 2023年（令和5年）
  - 7月1日：上り快速列車の停車駅となる[11]。
  - 10月1日：JR九州サービスサポートによる業務委託駅から[12]九州旅客鉄道本体による直営駅へと変更される[13]。

### 爆発事故
戦時中、下曽根駅から陸軍航空本部福岡支所（当時の支所の住所地は「小倉市大字曽根町大字横沼」）までの1,400mの区間に、火薬類などを運び入れる専用線があった。戦後の1946年（昭和21年）5月4日午前10時30分頃、この支所に集積してあった爆弾が突然爆発し、約一昼夜に亙って爆発が繰返され1人が即死、6人が行方不明、16人が重軽傷を負ったほか、家屋6戸が焼失、6戸が全半壊、約1,000戸もの窓ガラスが割れるなどの大惨事となった。その爆発音は筑豊地区まで届いたという。この爆発により、駅も爆発物の破片によって窓ガラスは全て割れ建物の壁は崩れ落ちるという大損害を受けた。幸いこの爆発の際には火薬を載せた貨物列車や旅客列車をすぐ避難させたため、駅での負傷者は出なかったという。しかしながら専用線はレールがぐにゃぐにゃに曲がり、停まっていたはずの貨車3両は跡形もなく消し飛んでいた。この爆発事故については未だ事故原因が不明だが、爆弾の集積所近くで子供の遺体が見つかったことから、打ち上げるとパラシュートが開きその風圧で信管が爆発するタイプの高射砲弾で子供達が遊んでいた際に誤って爆発し、それが他の爆弾に誘爆したものとみられている。この専用線はその後1951年（昭和26年）に廃止された。
この支所地も後に日本化薬の倉庫となるものの1977年（昭和52年）に廃止されて北九州市に売却され、現在は文化記念公園や小倉東高校になっている。

## 駅構造
島式ホーム1面2線を有する地上駅で、橋上駅舎を備える。
JRの特定都区市内制度における「北九州市内」の駅であり、JR九州サービスサポートが駅業務を受託している業務委託駅であり、みどりの窓口が設置されており、SUGOCAの使用が可能。

### のりば
| のりば | 路線     | 方向 | 行先                   |
| ------ | -------- | ---- | ---------------------- |
| 1      | 日豊本線 | 下り | 行橋・中津・大分方面   |
| 2      | 日豊本線 | 上り | 小倉・門司港・下関方面 |

- 特急ソニックは下りの19 - 23時台に5本、上りの6 - 7時台に3本の計8本停車する。（以前は下り6本、上り3本の計9本が停車していた。）この他、上りは土曜、休日を中心に臨時のきらめき291号が停車する。20年以上に渡って一部の特急が停車するにもかかわらず快速が停車しない逆転現象が起きていたが、2023年7月1日より停車駅となった。

過去の駅構造に関して
かつては島式ホーム1面と相対式ホーム1面に待避線1線の計2面3線であったが、1981年の橋上駅舎化の際に相対式ホームと待避線を撤去、待避線撤去により空いた部分に島式ホームを拡幅し、現在の1面2線の構造となった。
そのほか、貨物取扱を行っていた頃は貨物側線が2線、戦時中には専用線の側線が現在の2番線横にあった。

## 利用状況
2023年度の1日平均乗車人員は6,158人であり、JR九州の駅としては第27位である。
JR九州及びとうけい北九州によると、近年の1日平均乗車人員の推移は下記の通り。
| 年度   | 1日平均 乗車人員 |
| ------ | ---------------- |
| 2000年 | 6,849            |
| 2001年 | 6,626            |
| 2002年 | 6,459            |
| 2003年 | 6,523            |
| 2004年 | 6,402            |
| 2005年 | 6,196            |
| 2006年 | 6,159            |
| 2007年 | 6,192            |
| 2008年 | 6,297            |
| 2009年 | 6,026            |
| 2010年 | 6,082            |
| 2011年 | 6,231            |
| 2012年 | 6,434            |
| 2013年 | 6,585            |
| 2014年 | 6,432            |
| 2015年 | 6,482            |
| 2016年 | 6,563            |
| 2017年 | 6,683            |
| 2018年 | 6,699            |
| 2019年 | 6,752            |
| 2020年 | 5,339            |
| 2021年 | 5,638            |
| 2022年 | 5,920            |
| 2023年 | 6,158            |

## 駅周辺
南口側は土地区画整理が行われたため、周辺は市街地を形成しており、サニーサイドモール小倉など商業施設も多く、北九州市郊外の住宅地が広がる。
北口側は下曽根駅北口再開発のため、現在工事中である。駅前に飲食店が並ぶほか、旧北九州空港跡地に九州労災病院や北九州工業団地がある。なお、こちら側も北九州市郊外の住宅地が広がる。
- 国道10号曽根バイパス
- 福岡県道25号門司行橋線（曽根バイパス開通前はこちらが国道10号であった）
- サニーサイドモール小倉（旧：ザ・モール小倉）（南口、2016年（平成28年）9月15日開店[18]）
- エディオン曽根店
- 北九州銀行小倉東支店
- 福岡銀行曽根支店
- 西日本シティ銀行曽根支店
- 福岡ひびき信用金庫曽根支店
- 福岡県立小倉東高等学校
- 北九州市立田原小学校
- ベスト電器小倉南店
- 文化記念公園
- 九州労災病院
- 西鉄バス北九州「下曽根駅南口」バス停が南口ターミナルにある。北口側は県道25号沿いに「下曽根駅前」（小倉方面のみ）、北口ターミナルに「下曽根駅北口」バス停がそれぞれ設置されている。
- そねっと（図書館）

2006年（平成18年）3月15日まで、北口から徒歩15分の所に旧北九州空港が存在した。3月16日に現在の北九州空港が開港したため、空港近傍の駅ではなくなった。空港跡地には九州労災病院などが建てられている。

## その他
- 1962年（昭和37年）、鉄道敷設法の別表に「福岡県田野浦附近ヨリ曽根ニ至ル鉄道」が追加された。これは北九州市門司区田野浦から当駅までを結ぶ計画で、現在休止中の田野浦公共臨港鉄道に接続するものであったと思われる。しかし、実際には着工しなかったため、計画自体が幻となった。

## 隣の駅
九州旅客鉄道（JR九州）
 日豊本線
- 特急「きらめき」停車駅
- 特急「ソニック」一部停車駅

■快速(上りのみ運転)
城野駅 (JF04) ← 下曽根駅 (JF06) ← 行橋駅 (JF10)
■普通
安部山公園駅 (JF05) - 下曽根駅 (JF06) - 朽網駅 (JF07)